# 충남기계공업고등학교
충남기계공업고등학교(忠南機械工業高等學校)는 대한민국 대전광역시 중구 문화동에 있는 공립 고등학교이다.

## 학교 연혁
- 1963년 3월 6일 : 대전실업고등학교 개교
- 1965년 3월 1일 : 충남공업고등학교로 교명 변경
- 1974년 10월 28일 : 정밀 가공사 양성학교 지정
- 1975년 3월 1일 : 충남기계공업고등학교로 교명 변경
- 1978년 11월 25일 : 기숙사 준공(연건평 2,265평)
- 1988년 3월 7일 : 대전광역시교육청 공업계고등학교 공동실습소 개소
- 1997년 10월 21일 : 본관교사 개축, 준공
- 2002년 2월 19일 : 대전광역시교육청 고등학교 발명공작실 설치
- 2013년 7월 24일 : 학칙 개정(CNC선반과 2학급, CNC밀링과 2학급, 산업설비과 2학급, 금형과 3학급, 응용소재과 1학급, 전기과 2학급, 전자기계과 2학급)
- 2018년 5월 24일 : 학과 개편 (CNC선반과 2학급, CNC 밀링과 2학급, 산업설비과 2학급, 금형과 2학급, 기계설계과 2학급, 전기과 2학급, 전자기계과 2학급, 총 42학급)
- 2021년 3월 1일 : 제20대 이종업 교장 취임
- 2022년 1월 7일 : 제57회 졸업 288명(총 34,286명)
- 2022년 3월 2일 : 2022학년도 신입생 입학(14학급 260명)

## 설치 학과(2025학년도)
- 전기과
- 철도차량과
- 방산설비과
- 방산건축과
- 방산장비설계과
- 스마트기계융합과
- AI로봇운용과

## 주요 시설

### 운동장
충남기계공업고등학교 운동장(忠南機械工業高等學校運動場, Chungnam Mechanical Technical High School Field)은 대한민국 대전광역시에 있는 충남기계공업고등학교 내에 설치된 스포츠 시설이다. 인조잔디 필드와 우레탄 트랙이 갖춰져 있으며, K7리그 승격 플레이오프 등 축구 대회가 개최되었다.

## 참고 문헌
- 충남기계공업고등학교 - 한국교육학술정보원 학교알리미